# فريدي جيبس
فريدي جيبس (بالإنجليزية: Freddie Gibbs) هو مغني أمريكي، ولد في 28 يونيو 1982 في غاري في الولايات المتحدة.

## وصلات خارجية
- الموقع الرسمي
- فريدي جيبس على موقع IMDb (الإنجليزية)
- فريدي جيبس على موقع ميوزك برينز (الإنجليزية)
- فريدي جيبس على موقع رولينغ ستون (الإنجليزية)
- فريدي جيبس على موقع أول ميوزيك (الإنجليزية)
- فريدي جيبس على موقع ديسكوغز (الإنجليزية)
- فريدي جيبس على موقع ديسكوغز (الإنجليزية)